# Dexter: New Blood
Dexter: New Blood is een Amerikaanse serie ontwikkeld voor Showtime als vervolg op de serie Dexter. De serie werd ontwikkeld door Clyde Phillips. Michael C. Hall en Jennifer Carpenter vertolken hun rollen als respectievelijk Dexter en Debra Morgan, naast de nieuwe castleden Jack Alcott, Julia Jones, Johnny Sequoyah, Alano Miller, Clancy Brown en David Magidoff. Het verhaal speelt zich 10 jaar na de gebeurtenissen van de originele seriefinale "Remember the Monsters?" af, die in 2013 werd uitgezonden. De serie ging in première op Showtime op 7 november 2021.

## Verhaal
Tien jaar nadat hij zijn eigen dood in scène heeft gezet, woont Dexter Morgan in het fictieve stadje Iron Lake, New York, waar hij zijn identiteit verbergt onder de naam Jim Lindsay. Hij heeft een relatie met Angela Bishop, de politiechef van de stad. Zijn drang om te moorden heeft hij al die jaren onderdrukt, maar deze uitdaging wordt door een reeks onverwachte gebeurtenissen rond Iron Lake op de proef gesteld.

## Rolverdeling
| Acteur                  | Personage             |
| ----------------------- | --------------------- |
| Michael C. Hall         | Dexter Morgan         |
| Jack Alcott             | Harrison Morgan       |
| Julia Jones             | Sheriff Angela Bishop |
| Johnny Sequoyah         | Audrey Bishop         |
| Alano Miller            | Sergeant Logan        |
| Jennifer Carpenter      | Debra Morgan          |
| David Magidoff          | Teddy Reed            |
| Clancy Brown            | Kurt Caldwell         |
| Michael Cyril Creighton | Fred Jr.              |
| Katy Sullivan           | Esther                |
| Oscar Wahlberg          | Zach                  |
| Frederic Lehne          | Edward Olsen          |
| Jamie Chung             | Molly Park            |
| John Lithgow            | Arthur Mitchell       |

## Afleveringen
| Nr. | Titel                      | Regisseur          | Uitzenddatum     |
| --- | -------------------------- | ------------------ | ---------------- |
| 1   | "Cold Snap"                | Marcos Siega       | 7 november 2021  |
| 2   | "Storm of Fuck"            | Marcos Siega       | 14 november 2021 |
| 3   | "Smoke Signals"            | Sanford Bookstaver | 21 november 2021 |
| 4   | "H Is for Hero"            | Sanford Bookstaver | 28 november 2021 |
| 5   | "Runaway"                  | Marcos Siega       | 5 december 2021  |
| 6   | "Too Many Tuna Sandwiches" | Marcos Siega       | 12 december 2021 |
| 7   | "Skin of Her Teeth"        | Sanford Bookstaver | 19 december 2021 |
| 8   | "Unfair Game"              | Sanford Bookstaver | 26 december 2021 |
| 9   | "The Family Business"      | Marcos Siega       | 2 januari 2022   |
| 10  | "Sins of the Father"       | Marcos Siega       | 9 januari 2022   |

## Productie

### Achtergrond
In de laatste aflevering van Dexter ontvlucht Dexter Miami en belandt hij als houthakker in Oregon. Dit einde polariseerde fans. Volgens Michael C. Hall vonden sommige fans het einde "mystificerend", maar andere fans vonden het "verwarrend", irritant of frustrerend".
In de acht jaar sinds het einde van de serie werd hoofdrolspeler Michael C. Hall regelmatig gevraagd of er een vervolg op de serie zou komen. Toen Clyde Philips, die tot en met seizoen 4 de showrunner was van de serie, hoorde dat Hall deze vraag kreeg, begon hij na te denken over een mogelijk vervolg, maar kon dit zo gauw niet bedenken.

### Ontwikkeling
Op 1 juli 2019 werd Clyde Philips benaderd door Showtime-directeur Gary Levine. Levine vertelde Phillips dat hij vond dat de tijd rijp was om Dexter terug te brengen en vroeg of Phillips iets kon bedenken. Phillips schreef een voorlopig script dat hij vervolgens deelde met Michael C. Hall, die het idee geweldig vond.
Philips besloot met de nieuwe serie een sprong in de tijd te maken, die zich bijna 10 jaar afspeelt na de gebeurtenissen in Dexter. Hoewel Dexter nog steeds houthakker is, woont hij niet meer in Oregon, maar is hij verhuisd naar het fictieve stadje  Iron Lake in de staat New York. Vanwege de sprong in de tijd, beschouwde Philips de nieuwe serie niet als het negende seizoen van Dexter, maar als een nieuwe serie.
Bij het schrijven van het volledige script werd begonnen met het einde en werd vervolgens teruggewerkt naar het begin. Philips liet doorschemeren dat het verbluffend, schokkend, verrassend en onverwacht einde het internet zal doen ontploffen.
Op 14 oktober 2020 werd bekendgemaakt dat Showtime officieel opdracht had gegeven voor een miniserie van 10 afleveringen, met Michael C. Hall in de rol van Dexter en Clyde Philips als showrunner.
Op 17 november werd aangekondigd dat Marcos Siega zes van de tien afleveringen van de serie regisseert.

### Casting
In januari 2021 voegden Clancy Brown, Julia Jones, Alano Miller, Johnny Sequoyah, Jack Alcott en David Magidoff zich bij cast. Op 11 februari 2021 werd bekendgemaakt dat Jamie Chung en Oscar Wahlberg terugkerende rollen in de serie zouden krijgen. Op 28 juni 2021 voegde John Lithgow zich bij de cast om zijn rol als Arthur Mitchell, de "Trinity Killer", opnieuw op zich te nemen in een cameo-optreden, een rol waarvoor hij eerder een Emmy Award won. Aangezien het personage sterft in de aflevering "The Getaway" uit het vierde seizoen van Dexter, was onbekend in welke vorm hij zijn terugkeer zou maken. Op 13 juli 2021 werd aangekondigd dat Jennifer Carpenter haar rol als Dexter's zus Debra opnieuw zal spelen. Het personage Debra sterft in de laatste aflevering van Dexter, wat de vraag opriep in welke hoedanigheid zij zou terugkeren. Deze vraag werd beantwoord op 24 augustus 2021, toen bekend werd dat Debra terugkeert als een door Dexter ingebeelde versie van Debra, waarmee ze een soortgelijke functie heeft als Dexter's vader Harry in Dexter.

### Opnames
De productie begon in februari 2021, waarbij het grootste deel van de serie werd gefilmd in Shelburne Falls in Massachusetts, dat dienstdeed als het fictieve plaatsje Iron Lake, waar de serie zich afspeelt. Buitenopnames moesten worden gecoördineerd rond het weer, omdat de makers een aanzienlijke hoeveelheid sneeuw in die opnames wilden hebben. Binnenopnames begonnen rond juli 2021. Regisseur Siega lichtte toe dat dit een  uitdaging was: "Dexter loopt een gebouw binnen, en we nemen dat buiten in de elementen op. In juli pakken we de scène op aan de andere kant van de deur, waar hij binnenkomt. Het is een puzzel om dat consistent te houden." De opnames duurden al met al 50 dagen en volgens showrunner Clyde Philips waren dit de meest intensieve productiedagen waar hij ooit deel van had uitgemaakt.

## Release
De serie ging in première op 7 november 2021 op Showtime. De laatste aflevering stond gepland voor 9 januari. In Nederland zond de VPRO de serie uit vanaf 3 januari 2022 op NPO 3.

## Ontvangst

### Recensies
Op Rotten Tomatoes geeft 74% van de 46 recensenten de serie een positieve recensie, met een gemiddelde score van 7,1/10. Website Metacritic komt tot een score van 61/100, gebaseerd op 28 recensies, wat staat voor "Generally favorable reviews" (over het algemeen gunstige recensies).